# ハリー・アーター
ハリー・ニコラス・アーター（Harry Nicholas Arter, 1989年12月28日 - ）は、イングランド出身のサッカー選手。元アイルランド代表。ポジションはミッドフィールダーであり、ノッティンガム・フォレストFCに所属している。
チャールトン・アスレティックのユース出身の選手であるが、チャールトンでは1試合に途中交代で出場しただけである。ノン・リーグに所属していたステインズ・タウンとウェリング・ユナイテッドへローンによる移籍を経験した後にチャールトンを離れ、ウォキングに加入した。ボーンマスに移籍しフットボールリーグに戻ると、2011年にカーライル・ユナイテッドへローン移籍を経験した後にボーンマスでポジションを掴み、2013年のチャンピオンシップ昇格、2015年のプレミアリーグ昇格を経験した。
アーターはイングランド生まれだが、アイルランド代表でプレイすることを選択し、2015年にA代表デビューを果たした。

## クラブ経歴

### チャールトン・アスレティック
ベクスリー・ロンドン特別区に位置するサイドカップで生まれたアーターはチャールトン・アスレティックでサッカー選手としてのキャリアを始め、2007年9月25日に行われたリーグカップ3回戦のルートン・タウン戦で86分からスヴェトスラフ・トドロフと交代で出場し、プロデビューを果たしたが、チームは延長戦の末に1-3で敗れた。
2008-09シーズンにはステインズ・タウンとウェリング・ユナイテッドにローンによる移籍を経験した。

### ウォキング
2009年6月2日、アーターはウォキングと1年間の契約を結んだ。2009-10シーズンが終わるとアーターがウォキングを離れることは文書で裏付けられていたため、いくつかのクラブが獲得に興味を示した。ウォキングはすぐにアーターがボーンマスと契約を結んだことを発表したが、移籍金額で両クラブは合意できなかったため、FAの仲裁により金額が決定された。

### ボーンマス
2010年6月7日、アーターはリーグ1に所属していたボーンマスと契約を結び、2010年8月7日にかつての所属クラブあるチャールトン・アスレティック戦でデビューを飾った。試合は前半にアクポ・ソジェに犯したファウルに対してイエローカードを受け、アーターはハーフタイムにマイケル・サイムズと交代し、チームは0-1で敗れた。出場機会が減少し、2011年3月4日にカーライル・ユナイテッドにローンで加入することになり、翌日に行われたブライトン・アンド・ホーヴ・アルビオン戦でリアム・ノーブルと交代で30分間出場し、デビューを果たした。試合ではアディショナルタイムに3-3となる同点ゴールを決め、アーターは自身のプロキャリアで初めてとなるゴールを記録したが、数分後にブライトンのリアム・ブライドカットにゴールを決められ、最終的に3-4で敗れた。
2011年8月13日に行われたシェフィールド・ウェンズデイ戦に66分からマーク・モルズリーと交代で出場し、17分後にゴールを決め、ボーンマスにおける初ゴールを記録した。最終的に2011-12シーズンはリーグ戦34試合に出場し、5ゴールを挙げた。
2012年8月25日に行われたプレストン・ノース・エンド戦では26分に退場処分を受けたが、試合は1-1で引き分けた。アーターはエディ・ハウがボーンマス復帰後に初めて指揮を執ったトランメア・ローヴァーズ戦や2013年4月20日に行われ、チャンピオンシップ昇格を決定付けたカーライル・ユナイテッド戦などで記録したゴールを含めリーグ戦37試合に出場し、8ゴールを挙げた。
2015年5月2日に行われたチャールトン戦ではアーターもゴールを記録し、3-0で勝利したクラブはプレミアリーグ昇格を決めた。
2018年8月9日、カーディフ・シティFCにレンタル移籍。

### ノッティンガム・フォレスト
2020年9月22日、チャンピオンシップのノッティンガム・フォレストFCに3年契約で完全移籍。

## 代表経歴
祖父母がスライゴの生まれであるため、アーターはアイルランド代表でプレイする資格を有しており、U-17とU-19の代表を経験している。
2015年2月、A代表で監督を務めるマーティン・オニールはUEFA EURO 2016予選のポーランド代表戦に臨むメンバーにアーターを招集する可能性について言及した。オニールは「素晴らしいシーズンを送っている」として3月12日に行われたポーランド代表戦にアーターを招集したが、出場機会は得られなかった。2015年6月7日に行われたイングランド代表との親善試合にグレン・ウィーランと63分から交代で出場し、A代表デビューを飾った。

## パーソナルライフ
イングランド代表でキャプテンも務めたスコット・パーカーはアーターの兄弟であるカーリーと結婚したため、パーカーとは義理の兄弟の関係にある。

## 個人成績
2015年4月6日 現在
| 所属クラブ                   | シーズン     | リーグ                 | リーグ | リーグ | FAカップ | FAカップ | リーグカップ | リーグカップ | その他 | その他 | 合計 | 合計   |
| 所属クラブ                   | シーズン     | ディヴィジョン         | 出場   | ゴール | 出場     | ゴール   | 出場         | ゴール       | 出場   | ゴール | 出場 | ゴール |
| ---------------------------- | ------------ | ---------------------- | ------ | ------ | -------- | -------- | ------------ | ------------ | ------ | ------ | ---- | ------ |
| チャールトン・アスレティック | 2007–08      | チャンピオンシップ     | 0      | 0      | 0        | 0        | 1            | 0            | —      | —      | 1    | 0      |
| ウォキング                   | 2009–10      | カンファレンス・サウス | 36     | 5      | 5        | 3        | —            | —            | 3      | 1      | 44   | 9      |
| ボーンマス                   | 2010–11      | リーグ1                | 18     | 0      | 1        | 0        | 0            | 0            | 1      | 0      | 20   | 0      |
| ボーンマス                   | 2011–12      | リーグ1                | 34     | 5      | 2        | 1        | 1            | 0            | 2      | 0      | 39   | 6      |
| ボーンマス                   | 2012–13      | リーグ1                | 37     | 8      | 3        | 0        | 1            | 0            | 1      | 0      | 42   | 8      |
| ボーンマス                   | 2013–14      | チャンピオンシップ     | 31     | 3      | 2        | 0        | 1            | 0            | —      | —      | 34   | 3      |
| ボーンマス                   | 2014–15      | チャンピオンシップ     | 38     | 8      | 1        | 0        | 3            | 0            | —      | —      | 42   | 8      |
| ボーンマス                   | 合計         | 合計                   | 158    | 24     | 9        | 1        | 6            | 0            | 4      | 0      | 177  | 25     |
| カーライル・ユナイテッド     | 2010–11      | リーグ1                | 5      | 1      | —        | —        | —            | —            | —      | —      | 5    | 1      |
| キャリア合計                 | キャリア合計 | キャリア合計           | 199    | 30     | 14       | 4        | 7            | 0            | 7      | 1      | 227  | 35     |

1. ↑  FAトロフィーの出場数
2. 1 2 3  フットボールリーグトロフィーの出場数

## 獲得タイトル
- チャンピオンシップ：2014-15